# Circumfix
El circumfix és un tipus d'afix discontinu, és a dir, un afix consistent en la inserció de dues parts separades en una paraula. Alguns autors consideren que certs neologismes de l'espanyol formats pel procediment morfològic de la parasíntesis són casos de circumfixos. Els circumfixos són habituals en la llengua Malai i Georgià.

## Llengües amb circumfixos
Els circumfixos són molt escassos en les llengües del món, encara que no es restringeixen a una àrea geogràfica determinada. Així trobem circumfixos per marcar el gènere en amazic:
amazigh '(home) amazic' > tamazight'(dona) amazig'
rumi '(home) europeu' > tirumit'(dona) europea'
O en la marcació de l'agent en el mapudundun de Xile:
lelieneo 'em va mirar' / lelieyeo 'ho va mirar'

## Parasíntesis
En espanyol la creació d'algunes paraules mitjançant parasíntesis es realitza mitjançant l'addició simultània d'un prefix i un sufix:
- a- + LEXEMA + -ar, -er, -ir: Anaranjar, aburgesado.
- des- + LEXEMA + -ar, -er, -ir: Descascarillarse.
- en- + LEXEMA + -ar, -er, -ir: Ensuciarse.

Alguns autors han considerat que aquests "afixos dobles" són una forma de circumfixos, encara que existeixen raons per considerar-los més aviat com a afixos dobles que com circumfixos genuïns. La raó és que cadascuna de les parts pot considerar-se que té un significat gramatical distintiu, a diferència dels circumfixos genuïns, els quals no són segmentables en parts més petites amb algun tipus de significat.